# ATX計画
ATX計画（ATXけいかく、英語: Project ATX）とは、バンダイナムコゲームスのゲーム『スーパーロボット大戦シリーズ』に登場する架空の兵器開発計画である。
ここでは『無限のフロンティア』に登場するアルトアイゼン・ナハトとヴァイスリッター・アーベントについても解説する。

## 概要
初出は『スーパーロボット大戦α ORIGINAL STORY』。αシリーズの設定をベースにしたオリジナルキャラクターの物語に、『スーパーロボット大戦COMPACT2』の主人公であるキョウスケ・ナンブ、エクセレン・ブロウニングの2名を組み込むにあたり、新たに設定された兵器開発計画である。その後発売された『COMPACT2』の移植作である『スーパーロボット大戦IMPACT』では、ATX計画の設定が逆輸入されている。また『第2次スーパーロボット大戦α』に登場する一部機体は、『スーパーロボット大戦ORIGINAL GENERATION2』に登場するにあたり、OGシリーズの「ATX計画」で開発された機体として設定に組み込まれた。
スーパーロボット大戦α ORIGINAL STORY
OGシリーズ
地球圏防衛計画の一環として、北米支部ラングレー基地でグレッグ・パストラル少将指揮の下にスタートした強襲用人型機動兵器（PT）開発プロジェクト。責任者はマリオン・ラドム博士。
マリオン博士の意向からEOTは採用されていない。開発される機体はどれも極端なコンセプトを持っており、操縦・製造の困難さから正式採用に至った機体は存在しない。『OG2』以降はエース・パイロット用に合わせたカスタム機の開発に目的が移行しつつあり、PTよりも特機に近い設計思想となっている。関係者であるキョウスケ・ナンブはそのコンセプトを「先手必勝」「一撃必殺」と評している。
運用は近接・白兵戦用の機体と遠距離・砲撃戦用の機体の2機セットによるコンビネーション戦闘が基本となっている。そのためパイロットには高いチームワークが求められる。
なお、EOTが採用されていない関係で軍事機密に引っかかるような要素が薄いため、高レベルの軍事機密の塊であるRシリーズと比較して一般への露出が多い。ブリット曰く、「基地祭では人気がある」とのこと。
IMPACT
PT強化計画。移植元の『COMPACT2』にはなく、リメイクの際に追加された設定。
αシリーズ
ビルトビルガーやビルトファルケンが『第2次α』に登場。アルトアイゼンとヴァイスリッターも設定中に存在しているが、ATX計画そのものは存在しない。

## ATXチーム
ATX計画で開発された機体を始めとする試作機を運用するために組織された部隊。DC戦争開戦以前（『OG1』）は地球連邦軍北米支部ラングレー基地所属で、メンバーは隊長のゼンガー・ゾンボルト、エクセレン・ブロウニング、ブルックリン・ラックフィールド、キョウスケ・ナンブの4名。しかしDC戦争中にゼンガーが連邦軍から離反し、以降はキョウスケがチームを指揮している。
L5戦役後（『OG2』）はラングレー基地でDC残党の掃討任務についており、イスルギ重工のテストパイロットを自称するラミア・ラヴレスを、イスルギ側の要請でチームに加入させた。インスペクター事件後（『OG2.5』または『OG外伝』）は、ATXチームを快く思わないケネス少将によってロシア極東のペトロパブロフスク・カムチャツキー基地に転属となる。教導隊に転属したラミアに代わり、L5戦役後から共に行動していたクスハ・ミズハをメンバーに加わえている。
部隊章のデザインは交差したリボルバーと剣の上に「撃」の字が入ったもの。これはキョウスケとエクセレンが主人公を務めた『IMPACT』の没タイトルと同じ文字である。
キョウスケとエクセレンのキャラクターデザインは斉藤和衛（原案）、河野さち子。

### キョウスケ・ナンブ
［南部 響介］ (Kyosuke Nanbu)
声優：森川智之
ATXチームの隊長。コールサインはアサルト4→アサルト1。男性。22歳。身長180cm。元伊豆基地所属のテストパイロット。階級は曹長→少尉→中尉。シリーズ初登場は『COMPACT2』。声が付いたのはドラマCD「スーパーロボット大戦α オリジナルストーリーD-3」。『COMPACT2』のみスペースコロニー出身という設定。
普段は無愛想で寡黙だが、表面に出ないだけで実際は静かに燃える熱血漢である。己の熱しやすい性格をよく理解し自戒してはいるが、自分を罠にはめたハンス・ヴィーパーやエクセレンを拉致したイングラム、アルフィミィ等一部の相手に対しては私情を隠さず戦ったことがある。
熱しやすい一方でプロ意識は高く、感情を押し殺して目の前の任務に徹するように努めている。しかしまだ若いため、戦士としても指揮官としても未熟な面が散見される。
趣味はギャンブルで、基本的に分の悪い方に賭ける大穴狙い。攻撃や戦力をギャンブル用語（「カード」や「切り札」「ジョーカー」など）に例える癖がある。思い切りの良さと判断力がよい結果を生むことが多く、ゼンガーらはその実績を高く評価している。しかし実際のギャンブルでは大穴狙いがたたってめっぽう弱く、賭け仲間のタスク相手に負けが込んでいる模様（愛機のアルトアイゼンを担保に入れるほど。この時だけは勝ったらしい）。エクセレンに借金まであり、彼女からはギャンブルを止められている。
射撃は苦手だが、近接戦闘での操縦技術に優れる。量産型ゲシュペンストMk-IIではキョウスケの操縦に追従できないとマリオンに評価され、元教導隊のゼンガーと真正面からまともに戦える数少ない人物（『OG』の時点では「リシュウとキョウスケだけ」とゼンガー自身が発言）とされている。実際にゼンガーと対峙した際は、全高でアルトアイゼンの2倍以上ある特機のグルンガスト零式を相手に渡り合った。
現在のキョウスケの性格は『IMPACT』がベースになっており、『COMPACT2』では性格や言葉遣いが若干異なる。ギャンブル好きの面も『IMPACT』以降に追加されたものである。
士官学校時代、搭乗していたシャトルの墜落事故から生還した過去を持つ。これはキョウスケとエクセレンを除く全員が命を落とした大事故である。『OG』においてはビルトラプター分解事故からも生還している。特殊な事情により生還したエクセレンと違い、キョウスケは純粋に本人の運で生き残ったという奇跡的な強運の持ち主である。『COMAPCT2』ではエクセレンと同様に衣服も傷つかずに助かっている。『OGs』では、オペレーション・プランタジネットにおけるアクセル・アルマーとの交戦で搭乗機のアルトアイゼンが全損に近いレベルで大破したが、キョウスケ自身の負傷は打撲と擦過傷程度で済んだ（GBA版やTVアニメ『OGIN』では重傷を負い手術室送り、後者ではしばらく右目に眼帯をつけていた）ことに対し、それが強運という一言で片付けられるのか、ラミアがいぶかしむ一幕もあった。
並外れた強運以外はただの人間であり、念動力などの特殊な能力は持たないが、この事故で接触したためかアインストの声を解することができる。
相棒であるエクセレンのことは普段は素っ気無く扱うものの、内心では何よりも彼女を大切に思っており、彼女を利用、または傷つけた人間には相応の報復を行っている。自分からエクセレンに対し積極的にアプローチする描写は少ないが、『COMAPCT2』『IMPACT』などでの度重なる説得や独白、『OG』で救い出したエクセレンを無言で強く抱き締める等、静かだが激しい愛情を感じさせる描写がある。『OG2』エンディングにおいて「もしエクセレンが再びアインストとして覚醒するようなことがあれば、自分が手に掛ける」と誓い、アインストである自分という存在の正否、ひいては生きることに悩む彼女を励まし、暖かく受け入れた。
エクセレンとの馴れ初めは作品ごとに微妙に異なる。『COMPACT2』や『IMPACT』では物語が始まる前から恋人同士であるが、『OG』では士官学校時代には面識はない。前述のシャトル事故時にキョウスケがエクセレンを助けた時も、たまたま隣に座っていただけの関係である。二人が再会した時も「どこかで会ったことがある」程度にしか覚えていない。しかし『OG』中盤でイルムからエクセレンが事故のもう一人の生存者であることを聞き、彼女が自分が事故のときに庇った女性であることを思い出す。『OG2』では「あれがアインストと関係あるのか」と発言している。
『OG』ではいつエクセレンと恋人同士になったきっかけが明確にされていないが、漫画『Record of ATX』では恋仲になることを示唆する出来事が描かれている（後述のエクセレンの項を参照）。なお『COMPACT2』『IMPACT』の隠しステージにおいて、戦後エクセレンと結婚したと語られている。
部隊での位置はそれぞれの作品・世界ごとに異なる。『COMPACT2』『IMPACT』ではシャトル事故で生き残ったのが彼ら2人だけという点が軍で疑問視され、2人は宇宙と地上の別部隊に配属された。キョウスケはテストパイロットとして地上の極東支部に配属されている。両作品とも階級は最初から最後まで少尉である。
『OG』ではATXチームに最後のメンバーとして配属されアサルト4となったが、ゼンガーがチームから抜けたため隊長に推され、コールサインもアサルト1に変更。イングラム離反後は中尉に戦時昇進しPT部隊の戦闘指揮官も務めた。ただし『OG2』以降はカイの不在時を除き戦闘指揮を執るような描写はない。『OG1』におけるハンス、理由があるとはいえ離反したゼンガーやイングラム、『OG2』ではリーの裏切りと、上官に恵まれない傾向にある。
名前の由来はニューナンブM60および、「キョウスケ」という元スタッフの愛猫の名前から。乗機はアルトアイゼン→アルトアイゼン・リーゼなど。専用BGMは「鋼鉄の孤狼（ベーオウルフ）」。北米版『OG2』での曲名は「Beowulf」。

#### 並行世界におけるキョウスケ
『OG』における「向こう側」（シャドウミラーがいた世界）でのキョウスケは特殊部隊「ベーオウルブズ」の隊長で、階級は大尉。「ベーオウルフ」の異名を持つ。GBA版『OG2』作中では直接登場しなかったが、ラミアの発言からうかがえる人物像は、こちら側のキョウスケとさほど変わりないものであった。しかし『OGs』における『OG2』では、まったく異なる姿で登場する。その言動はキョウスケ本人の名残を残しつつも破滅的・虚無的で支離滅裂、思考は「こちら側」のアインストと酷似している。外見もアインスト側に落ちたエクセレンと同様の雰囲気を漂わせているが、エクセレンはどこか虚ろな表情だったのに対してキョウスケはただ凶悪な表情をしている。目元にはアルフィミィ同様、赤い水玉状の装飾がある。
ラミアの持つデータによれば、この「ベーオウルフ」は人知を越えた筋力、反射神経、回復能力を持ち、搭乗した機体を変貌させる異常な存在であったとされている。この設定変更に伴い、ベーオウルブズの設定もGBA版とは異なっている。この設定の登場後に制作された『無限のフロンティア』初回版のドラマCDでは詳細に描写されたほか、『OGIN』の第1話冒頭では映像化もされた。ラミアのデータにある通り、搭乗機のゲシュペンストMk-IIIを再生させたうえに巨大化させるなど、異常な存在であることが明確に描写されている。『OGs』での末路は不明だったが、ドラマCDでも『OGIN』でも機体を巨大化させたことが仇となってアクセルに敗北し、施設の自爆に巻き込まれて消息を絶っている。
『OGIN』の冒頭ではシャトル事故の際、こちら側のエクセレン同様アインスト化したことが明かされている。機体の変異に同調して自身の容姿も変化しており、白い肌と赤い目、さらには下半身がコクピットと一体化しているなど、原型を大きく逸脱した姿になっている。その覚醒と共に「向こう側」でリュウセイら仲間たちを機体もろとも殺害し、転移直前のシャドウミラーを追撃する。アクセルにアインストヴォルフのコクピットを潰されるも、最終話にて「こちら側」のノイ・レジセイアが倒された直後のホワイトスターへ転移する（その際にベーオウルフの肌や髪の色は青黒くなり、目は瞳が消えて赤のみになった他、肩からは角が生えている）と、他のアインストらやノイ・レジセイアと融合してノイヴォルフに変異し、グルンガスト・サイバスター・SRX・グレート雷門のコピー体を生み出して自身は地球へ向かうが、システムXNで地球付近へ先回りしたATXチームやアクセルと交戦する。アクセルとキョウスケを庇ったアルフィミィを倒すが、アクセルに負わされたダメージで再生が阻害されていた部分にキョウスケの一撃を喰らい、完全に消滅した。

### エクセレン・ブロウニング
(Excellen Browning)
声優：水谷優子
ATXチームのメンバー。コールサインはアサルト2。女性。23歳。身長175cm。階級は少尉。シリーズ初登場は『COMPACT2』。声が付いたのはドラマCD「スーパーロボット大戦α オリジナルストーリーD-3」。
陽気で楽天的な性格。自己アピールが激しくノリも軽いため、何も考えていないように見えるが、実際は冷静で知的であり現実主義。ゼンガーも戦闘台詞で「キョウスケ以上の読みだ」と評価するなど、頭の回転は非常に速い。明るいノリで、若いパイロットをからかったり苦境に立たされた時も冗談を言うなどムードメーカーの役割を担っている。主にギャグシーンでの活躍が目立つが、本来の氷のような鋭さを覗かせる場面も存在する。どんな苦境も茶化してみせるその生き方のためか、自身が激しく傷付いていたり落ち込んでいても周囲はその態度に誤魔化され気が付けないことが多い。しかし漫画『Record of ATX』では落ち込んでいる姿をキョウスケに見られ、それを受け止められて安堵するシーンが存在。
キョウスケとは逆に接近戦を苦手とするが、高機動戦闘の名手。愛機ヴァイスリッターとの相性は抜群で、戦闘においてはその冷静さと判断力を生かし狙撃・射撃戦で活躍。『OG』（L5戦役）ではトップエースとして活躍した。『Record of ATX』においても量産型ゲシュペンストMk-IIで二丁拳銃のようにマシンガンを操ったり、滞空能力の低いゲシュペンストで滞空戦闘をこなすなど操縦技術は非常に高く、弾道ミサイルの狙撃にも成功している（弾道予測や出力調整も全て自分で行った）。
キョウスケが賭け好きなのに対し、彼女は酒豪で酒好き。いくら呑んでもほとんど酔わないので周りの酔っ払いを見て楽しんでいる。ハガネのダイテツ艦長とは呑み友達。性格的に似たところのあるガーネットとウマが合うらしく、二人してダイテツ達の飲み会に参加したりガーネットの退役後も水着を送ってもらう等の交友がある。日本の文化にもそれなりに詳しく、ブリットに故意に歪曲した知識を吹き込んで楽しんでいる。しかしその正確性には疑問符がつき、慣用句を間違って覚えていることも多い。ロボットアニメについてもリュウセイの言動を解説できる程度の知識を持ち、攻撃時に過去のSRW作品に登場したキャラの決めゼリフをアレンジして叫んだりもする。乗せ変えや武装変更でのネタ台詞が全キャラ中最も多い。
士官学校時代、搭乗していたスペースシャトルの墜落から生還した過去を持つ。これはキョウスケとエクセレンを除く全員が命を落とした大事故だが、実はエクセレンはこの事故で一度死亡しており、アインストにより身体を再生されていたことが後に明かされる（『OG』キョウスケ編で、彼女の肉体の80%以上がバルマーの技術でも解析不能な未知の細胞で構成されていることが判明）。以上の経緯からアインストの声が聞こえるが、キョウスケと同じように念動力などの特殊能力は持たない（『IMPACT』では敵対した際は予知能力を備えるが、正気を取り戻した後消滅する）。ただし『OG』キョウスケ編で「調整」や「幻覚」等に対する抵抗力や解け易さという体質が伏線として示唆されている。その身体の秘密ゆえに、後にアインストの意志に飲み込まれ駒として敵となるが、キョウスケの必死の呼びかけによって自身の意志を取り戻した。
キョウスケとは恋人同士。シリーズ初の明確な恋人関係における「年上の彼女」である。キョウスケより年上であることを多少気にしている模様（『IMPACT』で21歳とサバを読むシーンも存在する）。彼女としては燃えるような恋がしたいため、普段素っ気なく扱われることに不満を抱いているが、誰よりも彼を愛している。キョウスケのギャンブル癖には半ば呆れているのだが、そんな所にも惚れている模様。馴れ初めは作品ごとに多少異なる（キョウスケの項参照）。シャトル事故の際キョウスケに庇われており、このときの記憶が印象に残っていたのか『OG』でキョウスケと再会した時も彼のことをはっきりと覚えている描写がある。その軽いノリゆえ色恋沙汰には大胆に見え、また本人もお姉さんぶって行動するが、キョウスケの意外な一言で虚を突かれ赤面するなど意外と純な面がある。『OG2』のエンディングでは、双子の女の子が生まれたら名前はアルフィミィとレモンにするとキョウスケに約束させている。『COMPACT2』『IMPACT』では隠しステージにてキョウスケと戦後結婚した。なお、家事は苦手らしくカップ麺程度しか作ることができないとキョウスケに暴露されたことがあるが、『OG2』で料理の苦手なレオナに対し的確なアドバイスをしていたことがある（が、そのアドバイスとは「レオナが『美味しくない』という味付けをすればいい」というものだった）。
部隊での位置は各作品・世界ごとに異なる。『COMPACT2』『IMPACT』ではシャトル事故で生き残ったのが彼女ら2人だけという点が軍で疑問視され、結果2人は宇宙と地上の別部隊に配属された。エクセレンはテストパイロットとして宇宙の独立遊撃部隊ロンド・ベルに配属されている。隠しステージではキョウスケが「エクセレンは戦後前線を退いて後方で任務に当たっている」という旨の会話をしている。『OG』ではATXチームに最初期に配属され（エクセレン曰く「ボスとの付き合いは一番長い」）アサルト2となった。事故はメギロートがシャトルに衝突したと推測されたためか、2人と事故との関係は疑問視されていない。『OG』におけるもう一つの世界（シャドウミラーがいた「向こう側」）でのエクセレンはシャトル事故で死亡しており、キョウスケのパートナーとはなっていない。
アインストのアルフィミィ、シャドウミラーのレモン・ブロウニングは共に彼女に非常に近い存在である（それぞれの項参照）。
プロデューサーの寺田貴信は彼女を「基本はコメディ&ディープネタ&お色気担当だが、シリアスもこなせる（『OG』シリーズでは）貴重なキャラ」と表現している。
エクセレンが機動兵器のパイロットになったのは、父親が機動兵器関係に携わる人間でその影響を受けたため。
名前の由来はアメリカの銃器メーカーブローニング・アームズから。
乗機はヴァイスリッター、ライン・ヴァイスリッターなど。
専用BGMは「白銀の堕天使（ルシファー）」。北米版『OG2』での曲名は「Fallen White Angel」。アインストによる洗脳時は「揺れる心の錬金術師（アルケミスト）」。

### その他のメンバー
ブルックリン・ラックフィールド
アサルト3。
クスハ・ミズハ
ラミア離脱後のアサルト4。以上2人は超機人を参照。
ゼンガー・ゾンボルト
初代隊長で元アサルト1。DC戦争途中でDCを経てクロガネに所属。バンプレストオリジナルのキャラクター一覧#ゼンガー・ゾンボルトを参照。
ラミア・ラヴレス
インスペクター事件当時のアサルト4。事件後は特殊戦技教導隊に転属。シャドウミラー#ラミア・ラヴレスを参照。
アリエイル・オーグ
封印戦争後、エクセレンからは「ATXチームに（アサルト5として）入るべき」と誘われている。

## 開発スタッフおよび関連人物

### マリオン・ラドム
(Marion Radom)
声優：仲村かおり
初出は『OG』。女性。30歳。天才的なロボットエンジニアで、特に駆動系の専門家。かつてマオ・インダストリーに在籍しており、カーク・ハミルと共にゲシュペンスト開発を手がけた。その後自分の実力が認められないことに不満を抱き退社。軍のATX計画に参加し、同計画の責任者となった。アルトアイゼンやヴァイスリッターのように、既存の機体を改造して長所と短所をそれぞれ極端に引き伸ばした機体を作り上げることを得意とする。この改造は『OGs』で一部パイロットから「マ改造」と通称されている。頑固だが、発想には柔軟さを持つ。アルトアイゼンとヴァイスリッターを「ゲシュペンストMk-III」「ゲシュペンストMk-II・カスタム」と呼んでいたが、『OG』エンディング以降はその名で呼ばなくなった。
超常的な現象・技術への興味がなく、自身が関わった機体には一切EOTを使用していない。ヤルダバオトの解析にも興味を示さなかった。タイムトラベル、次元転移などの超常的機能を持つが純粋な地球製の技術であるエクサランスの時流エンジンについては「眉唾物ではありますが」と言いつつも理解を示し、ライトニング・エターナル両フレームの開発に参加した。
キョウスケのことを高く買っており、彼の格闘戦における操縦技術を見込んでアルトアイゼンに乗せたほか、『OGs』版『OG2』では「アルトに乗る人間が他の機体に負けて欲しくない」という理由でリーゼへの改造を引き受けている。一方で、エクセレンについてはヴァイスリッターの強化案を聞かれると無視するなど、ぞんざいに扱っているように見えるが、『OGIN』ではライン・ヴァイスリッターの運用について、当初は反対の立場を取っていたが「エクセレンが運用に問題ないというのであれば」と認めているのでキョウスケ同様に信頼しているようである。『OG外伝』ではスラッシュ・ディメンジョンを格闘武器として扱ったり、無謀ながらも前向きな性格のフィオナを高く評価し気に入っている。
カーク・ハミルとは元夫婦。彼からは「マリー」と呼ばれていた。カークへの対抗心からか、PTにEOTを組み込むことに否定的。後にカークとのわだかまりがそれなりに解けたようで、SRX改修用のサーボモーターを提供したり、ビルトビルガーを共同開発している。
その他、ジガンスクード・ドゥロやズィーガーリオンの改修設計を担当。
名前の由来はポーランドの銃器メーカー「ラドム」から。

### その他の関連人物
カーク・ハミル
SRX計画のスタッフ。ビルトファルケンの開発を担当。SRX計画を参照。
アラド・バランガ
ビルトビルガーのパイロット。
ゼオラ・シュバイツァー
ビルトファルケンのパイロット。以上2人はスクールを参照。

## 開発機体
英字武器名称のあるものは北米版『OG』における表記。北米版『OG』で名称が異なるものは（日本版 / 北米版）の順に表記する。

### アルトアイゼン
【ALTEISEN = 独語で「古い鉄」】
「絶対的な火力をもって正面突破を可能にする機体」という開発コンセプトの元、ゲシュペンスト試作3号機に極端な改造を加えて完成した重PT。開発担当者マリオン・ラドム博士の意向で、EOTは一切使われていない。
本機の武装は全て固定兵装となっている。これは、戦闘中に武器弾薬を使い果たしたりマニピュレーターが破壊されたPTが徒手空拳以外の戦闘方法を失うという問題を解消するためであった。以前にも中・遠距離戦用の固定兵装を備えたシュッツバルトが開発されているが、アルトアイゼンでは近・中距離戦のものが採用され、破壊力を重視したスクエア・クレイモアとリボルビング・ステークを主武装とする。PTに要求される汎用性を損なうこととなったが、ラドム博士は中・遠距離戦を同時期に開発されていたヴァイスリッターに委ねるつもりでおり、アルトアイゼンには必要ないと考えていた。
突撃機としての特性上、機体出力に依存し不安定になりがちなビーム兵器は搭載されておらず（『OG』シリーズの武装変更除く）、武装は実体弾・実体剣（角と杭）のみで構成されている。重量のある装備を多数搭載したため機動性能の低さが欠点に上げられたが、大推力バーニア・スラスターにより半ば強引にこれを解決、通常推進器に加えて宇宙空間での別途加速のためのアフターバーナー（一般的な大気圏内でのアフターバーナーとは意味が異なる）や過給器まで搭載されている。また、ダッシュ力を重視した高出力のエンジンを搭載し、可能な限り遠くの敵機の懐に飛び込み、必殺の一撃を撃ち込んだ後、急速離脱する戦法を実現した。それゆえの耐久性能の向上が求められた結果、過剰とも言える重装甲化が推し進められ、対ビームコーティングも施された。その増加重量分をさらにバーニア・スラスターを増設し補うなどの改造を重ねた結果、近接戦闘能力・突破力・装甲防御力に優れたPTが誕生した。
一方でそれ以外の運用が極めて困難となってしまい、運動性を始めとして機体バランスが著しく損なわれた操縦し辛い機体でもある。操縦時にはパイロットにかなりの加速度がかかるらしく、『Record of ATX』ではブリットがシミュレーターでアルトアイゼンを操縦した際には実機ではないにもかかわらず体調を崩していた（なお、キョウスケは平然と「Gが軽すぎて参考にならない」と口にした）。加速、制動を精密繊細に行えるパイロットでなければまともな操縦は困難であるとされる。直線以外の機動が困難で、近接戦闘用のR-1に乗っているリュウセイは「扱いが難しく、リーチも短い」と評し、エクセレンからは「キワモノ」、キョウスケ自身にも初見で「馬鹿げた機体」と言われるなど、パイロットを選ぶ機体である。また、飛行する敵機に対して有効な攻撃手段を持たず、実戦での運用においては基本としてヴァイスリッターとの連携が不可欠となっている。
こうした開発経緯からテスト運用の是非すら問われていたが、ATX計画の責任者でラングレー基地司令のグレッグ・パストラル少将は「極端な発想の中にこそ、飛躍的な進歩への手がかりがある」とし、ラドム博士の極端な開発コンセプトを容認していた。ATX計画開発スタッフの多くは、計画の本命はPT-X構想においてゲシュペンストの課題となっていた重力下空戦能力をテスラ・ドライブ搭載によってクリアしたヴァイスリッターと見ていたらしく、アルトアイゼンはPTの方向性を探るための試金石であると考えられていた。ラドム博士はそのような考えを快く思わず、あくまで次期主力機としての正式採用を目指していたが、時代に逆行した開発コンセプトと扱いづらさから実現はせず、試作機の域を出ることはなかった。機体名称も正式採用時につけられるはずであった「ゲシュペンストMk-III」ではなく、試作段階でのコードネームであった「アルトアイゼン」（古い鉄）がそのまま正式名称となった。
不名誉な名を与えられた本機であったが、DC戦争直前にキョウスケ・ナンブという、戦法スタイル、操縦技術、機体特性のマッチした稀有なパイロットを得ることになる。不得手とする戦闘領域もエクセレン・ブロウニングの操るヴァイスリッターのカバーによって絶妙なコンビネーションを発揮し、オペレーション・プランタジネットまで幾多の戦場を戦い抜いた。こうして異端の試作機として終わるはずだったアルトアイゼンは、地球圏の行方を左右する戦いを代表する1機に数えられ、PT開発史上に名を残すことになったのである。
なお、『OG2』でシャドウミラーがいた「向こう側」の世界では、細かな仕様が異なるがゲシュペンストMk-IIIとして採用され、ベーオウルブズ隊長機として「向こう側」のキョウスケが使用していた模様。
武装
スプリットミサイル
ゲシュペンスト系PTが装備する中射程ミサイル。『COMPACT2』『IMPACT』『OG』（GBA版）で装備。
ヒートホーン (Heat Horn)
頭部に装備された加熱式の実体刃。頭突きのようなモーションで敵を切り裂く。本来は腕部が破損した場合などに使う緊急に使用されるべき武器で、濫用時は頭部および首関節パーツの破損の恐れがある。プロデューサーの寺田によると『IMPACT』での切り払いもこれで行っている。
3連マシンキャノン (Autocannon)
左腕に装備された実体弾機関砲。キョウスケが射撃を苦手とする点と、威力の面から主に牽制に使われる。本機の固定兵装の中では比較的射程が長い。弾種にはカートレス弾を使用している。外部装備として携行可能なマガジンを装着することも可能で、マシンキャノン本体側面の白色カバー部に給弾口が存在する。ここには弾帯を接続することもでき、腰部リアアーマーに装備した大型の弾倉から直接給弾できるとするモデルも存在する。
リボルビング・ステーク (Revolver Stake)
右腕に装備された杭打ち機（いわゆるパイルバンカー）。フレーム内に杭が前後するスペースが設けられている。根元にリボルバーのような回転式薬室があり、専用のカートリッジを6発装填する。突進の勢いでステーク（杭）を突き立てた後、カートリッジを撃発させ標的の内部に衝撃を与えることで破壊する。カートリッジを撃発せずに、杭をあらかじめ後退させた状態で打突することも可能となっている。リーチが短く扱い辛いが、耐久性や貫通力に優れており、機体本体の出力に依存せずジェネレーターに負担をかけないため、キョウスケはこの武器を好んで使用する。
カートリッジは火薬式の実包と見なされることが多いが、『COMPACT2』を担当した森住惣一郎は「衝撃波を発生させるビームカートリッジのようなもの」と考えていた。
スクエア・クレイモア (Heavy Claymore)
両肩部に2基ずつ、計4基装備される特殊兵装「近距離指向性・近接戦闘用炸裂弾M180A3」の通称。クレイモア地雷を大型化したもので、チタン合金製・平均直径120mmの炸裂鋼球弾（ベアリング弾）を大量に発射する。1基あたりの最大投射可能数は30発。肩内部には自動装填装置が搭載されている。外見的にも重量バランスの点でも、跳弾の危険性があるにもかかわらず、射角が広いために近接して使わないと流れ弾の被害が出るという点でも、さらには誘爆の危険性の意味でも、この機体の本質を体現した武器と言える。本来は、ある程度距離を置いての使用が望ましいとされている。『OGs』では全体攻撃属性。
必殺技
「切り札」 ("Trump Card")
本機の持つ武装を連続で叩き込む。モーションは作品によって異なるが、マシンキャノンやクレイモアで牽制後にヒートホーンで突撃、さらにステークを全弾打ち込む攻撃となっている。いずれの作品でも射程が1で移動後の使用不可、弾数も1発きりと威力だけでなく癖も非常に強い。『IMPACT』から登場。
ランページ・ゴースト (Rampage Ghost)
ヴァイスリッターとの連係攻撃で、ゲームでは合体攻撃として扱われる。直訳すると「暴れ回る幽霊」。アルト、ヴァイスの両機が突撃し、敵機を前後から挟み込み、互いの必殺武器を至近距離で叩き込む。技の初出は『IMPACT』だが、第3部でアルトアイゼン・リーゼ入手後に使用可能となるため、改修前のアルトで使用するのは『OG』からである。
デザイン
デザイナーは斉藤和衛。機体カラーは赤を基調とし、各部に白と黒が使われている。
ゲシュペンストの改造機ということで、足のラインや腕の突起などにゲシュペンストらしさを残しているが、肥大した両肩や額の角などシルエットは大幅に変わっている。突進力を高めるために背部に相当数のブースターが装備されており、『OGs』の「切り札」カットイン時に見ることができる。
元々立体化を全く意識せずデザインされたため、肩や腕の可動領域が考慮されておらず、商品化の際にはこれらをどう処理するかが問題となっている。スクエア・クレイモアのシャッター部分も、独自解釈で処理されることが多い。
劇中、機体色と頭部のヒートホーンからテンザンは「赤いカブトムシ」と揶揄した。
劇中での活躍
COMPACT2
ゲシュペンストMk-IIIの試作1号機。形式番号は「PTX-03-001」。正式量産には至らず、極東基地（獣戦機隊基地）送りになっていた。武装5種類のうち、スクエア・クレイモアを含む3種類が射撃扱いである。性能はリアル系に寄っており、装甲値や耐久力もモビルスーツ並の能力で、設定ほど頑丈ではない。第3部終盤でアルトアイゼン・リーゼに強化される。
A
アクセルもしくはラミアが正式に味方になった際の会話で、並行世界でシャドウミラーを撃退した部隊の隊長機がゲシュペンストMk-IIIであると語られている。
リアルロボットレジメント
未完成のままだったフリッケライ・ガイストを急遽出撃させるため、ゲシュペンストMk-IIIの四肢が流用された。武装などはほぼアルトアイゼンと共通である。
IMPACT
『α』の設定に合わせ型式番号が3桁ナンバーに変更。後の設定と同様にゲシュペンスト試作3号機の改造機とされた。スクエア・クレイモアは格闘射撃武器に変更、武装に「切り札」が追加されるなど攻撃面で強化され、格闘の得意な機体という方向性が確立した。本作からスプリットミサイルの設定が多弾頭型に変更された。
OGシリーズ
DC戦争前にラングレー基地付近で人型飛行兵器の襲撃にあった輸送機救出のため、開発主任のマリオンが独断でキョウスケに搭乗を命じ出撃させた。キョウスケは「馬鹿げた機体だが自分向きだ」と高く評価しており、初の搭乗にもかかわらず高い戦果を挙げマリオンを満足させた。以後もキョウスケがメインパイロットを務める。DC戦争ではグルンガスト零式、L5戦役ではR-GUNリヴァーレなどの強敵相手に戦い抜いた。インスペクター事件時もスレードゲルミルやソウルゲインなどの特機と渡り合ったが、キョウスケは本機の突破力をもってしても当たり負けすることを危惧し、強化プランを考案する。そのプランが実現する前に、本機も参加したオペレーション・プランタジネットの最終フェイズでラングレーから撤退する際、ソウルゲインの攻撃で行動不能となり四肢を破壊されてしまう。大破した機体とキョウスケはゼンガーのダイゼンガーにより回収された。残された四肢の残骸は後にツェントル・プロジェクトに渡り、『第2次OG』にてフリッケライ・ガイストに組み込まれた。
スプリットミサイルはGBA版『OG』では汎用武器扱いで、『OG2』で削除された。また『OG』中盤でバリアがビームコートからABフィールドに変化したが、『OG2』ではビームコートに戻っていた。『OGs』では最初からミサイル非装備、バリアの変化なしである。
『クロニクル』ではアフリカ戦線にアルトアイゼン風に偽装されたゲシュペンストが投入されているが、居合わせたアクセルのソウルゲインによって破壊されている。ゲームでのイベント再現はされていないが、『OGs』でアクセルがシャドウミラーに合流する際にちらりと語られている。
OGIN
スレードゲルミルやドルーキンなどの特機相手に渡り合うも押し負けてしまう面が見られるようになり、オペレーション・プランタジネットの最終フェイズでアクセルの駆るアシュセイヴァーとの戦闘で大破。ブリットとクスハのグルンガスト参式1号機に回収された。
なお、本作にはゲシュペンストMk-II・タイプSをアルトアイゼン風に改装した「タイプSA」が存在し、アルトのオーバーホール時や修理・強化改造時にキョウスケが搭乗した。
α外伝
設定のみ存在。量産型ゲシュペンストMk-IIのカスタム機。

#### アルトアイゼン・ナハト
アルトアイゼンの夜間迷彩仕様で青く塗られている。DC残党掃討作戦「ミッション・ナイトナイツ」参加時の塗装。この状態をエクセレンからナハト（ドイツ語で「夜」の意味）と呼ばれた。『OGs』に登場。OG2シナリオの序盤2マップのみ使用可能で、すぐに通常の赤い機体色に戻る。カラーを変えただけのはずであるが、通常のアルトより運動性が若干低い。『無限のフロンティア』にも同名称の機体が登場するが、デザインは異なる。
第3次α
直接存在は明言されていないが、タカヤ・ノリコの私室にアルトアイゼン・ナハトのフィギュアが飾ってある（当時はナハトの設定が公式発表されていなかったが、ナハトカラーのフィギュアがプライズの景品で存在した）。

#### アルトアイゼン・リーゼ
【RIESE = 独語で「巨人」】
アルトアイゼンの強化改修型。キョウスケの提出した改造案を基に、ヴァイスリッターの各種パーツなどを利用して大幅な改造を施されている。
脚部はヴァイスリッターの予備パーツを基にしており、各所のバーニア・スラスターも大型化して推進力が向上した。一方でクレイモアの装弾数を増やしたために両肩部が肥大し、機体バランスはさらに悪化している。背部には大型フレキシブル・スラスターとヴァイスリッターより流用したスタビライザーを取り付けて運動性能の向上を図り、左右の肩部にもヴァイスリッター用テスラ・ドライブの予備パーツを用いたバランサーを装備する。これは推進力向上と著しく悪いバランスを補正するのにテスラ・ドライブまで使わざるを得なかったための採用であり、長時間の飛行はできない。しかし、この改修により試作型の大型ステーク「リボルビング・バンカー」の装備が可能となり、PTとしては破格の火力を持つに至った。
急造品ゆえに調整時間があまり得られず、改修前以上に扱い難い機体であるが、キョウスケは本機を見事に乗りこなしている。
「巨人」を表すリーゼの名は、その巨大さから「リーゼタイプ」と呼ばれていたリボルビング・バンカーに由来する。「リーゼ」が加わったことで名前の意味が「古（いにしえ）の鉄の巨人」となった。
武装
スプリットミサイル
中射程ミサイル。独立した武装としては『COMPACT2』でのみ使用。
5連チェーンガン (Chain Gun)
左腕に装備された連装機関砲で、牽制用の実体弾兵器。3連マシンキャノンよりも小口径だが、装弾数や有効射程、速射性能が向上している。近距離の発射で高威力を発揮し、AMやゲシュタルト程度なら一連射での撃破も可能である。
プラズマホーン (Plasma Horn)
頭部ブレード。始動時に電撃がホーンに発生する。ヒートホーンよりも刃が延長されており、緊急用の武器としてだけでなく、障害物の除去にも使用できる。
リボルビング・バンカー (Revolver Bunker)
右腕に装備された大口径ステーク。アルトアイゼンに採用されたリボルビング・ステークの試作品で、過剰な大きさから機体バランスを崩してしまうためにお蔵入りとなっていたところ、前述のバランサー採用により装備可能となった。OVA以降は、出撃時に予備のカートリッジを装備し、弾薬を撃ち切るとカートリッジを交換する描写が見られる。撃鉄がバンカー自体とは逆方向に設置されているように見えるが、これはカウンターウェイトである。作品によってモーションが異なる（1発だけ叩き込む場合と、一度に全弾を叩き込む場合がある）。『IMPACT』ではバリア貫通能力が付加されている。
アヴァランチ・クレイモア (Claymore Avalanche)
スクエア・クレイモアを強化した武器。火薬入りのチタン弾M180A3を使用し、装弾数も増加した。アヴァランチは「雪崩」の意味。
必殺技
エリアル・クレイモア (Claymore Overlord)
「切り札」とほぼ同じだが、弾数や射程が増えている。
モーションは作品によって異なるが、武装を次々に用いて敵機を空中に打ち上げ、クレイモアで叩き落とすのが共通の流れである。『IMPACT』ではこの機体の象徴的な武装であるバンカーを用いないが、『OG2』『OGs』ではバンカーを全弾叩き込んだ後にクレイモアで締める演出となっている。
ランページ・ゴースト
ヴァイスリッター、またはライン・ヴァイスリッターとの合体技。モーションが作品によって異なる。「暴れ回る幽霊」という名称は、2機がゲシュペンスト（幽霊）の改造機であるため。『OG2』における使用時の台詞によると、攻撃内容は事前にエクセレンと打ち合わせたようである。『OGs』では上空のライン・ヴァイスリッターが発射するビームに向かい、バンカーで突き上げた敵機とビームコートを盾にリーゼが突っ込んでいく。『第2次OG』では、バンカーとハウリング・ランチャーで敵をキャッチボールのように飛ばしあった後、ライン・ヴァイスリッターが敵をランチャーの銃身でバットのように殴打し、最後にバンカーとビームで上空に吹き飛ばしてとどめを刺す。初出の『IMPACT』ではリーゼとノーマルのヴァイスの組み合わせでのみ使用可能であるが、ライン・ヴァイスリッターを入手しないことが必須条件となる。
E.D.N.（エターナリィ・ダーニング・ネイルズ）
『第2次OG』で初登場したフリッケライ・ガイストとの合体技。両機の装備や運用思想が共通することを活かしてマリオンが考案した、コンビネーションである。両機のマシンキャノン・チェーンガン・スプリットミサイルで牽制の後にリーゼが突っこみ、バンカーで敵を空中に打ち上げる。飛んできた敵をフリッケライが空中で捉え、ステークとマシンキャノンで追撃したところへ上昇してきたリーゼがプラズマホーンで突き刺してさらに上空に持ち上げ、フリッケライが追撃のステークを撃ち込む。最後は、地面へ落ちていく敵めがけて一斉にクレイモアとフォース・レイを撃ち込み、とどめを刺す。
デザイン
デザイナーは斉藤和衛。基本はアルトアイゼンと同様であるが、各部がさらに大型化して頭身が上がり、アルトアイゼンより細身の印象となった。
『OGs』ではアクセルが、改修前のアルトよりもリーゼの方が「向こう側」のゲシュペンストMk-IIIに似ている旨の台詞を言う。
劇中での活躍
COMPACT2
ライン・ヴァイスリッターに対抗すべくキョウスケが自ら図面を引いて用意した強化案を基に、ニナ・パープルトンが仕上げた機体。性能面はアルトアイゼンの強化版で使い勝手などの変化はないが、装甲値はスーパー系機体に劣らないレベルに強化され、耐久力が大きく向上した。本作でのみ、継続してスプリットミサイルが装備されている。バランスを損なうほどの大口径シリンダー（リボルボング・バンカー）とヴァイスリッターの予備パーツを無理やり積み込んだことで生まれた奇跡的な機体バランスにより、爆発的な突進力を実現した。形式番号は「PTX-03-SP1」。
IMPACT
アルトアイゼン同様、アヴァランチ・クレイモアが格闘射撃武器となっている。また、スプリットミサイルが削除され（エリアル・クレイモアの演出では残っている）、5連チェーンガンやエリアル・クレイモアの射程が延長されるなど、元々のアルトとは使い勝手が異なる面が生まれた。本作では他作品にない、アヴァランチ・クレイモアのマップ兵器版が存在。
OG2
激化するシャドウミラーとの戦局に対応すべくキョウスケが提出した改造プランを基に、マリオンが強化を施した機体。アクセルとの戦いで大破したアルトアイゼンを修理・大改修した結果、全身の装甲が交換されたうえに腕部・脚部は新規パーツとなって完成した。マリオンが「どうせやるなら徹底的に」としたため、完成機体はキョウスケのプランとはやや異なっている（『OGs』では前述の通り元のプランは参考程度でしかないため、キョウスケの想像と全く異なる仕上がりとなったが、彼は「素晴らしい」と満足げであった）。プランの時点でそのあまりの極端さに、似たコンセプトのビルトビルガーに乗るアラドからも「イチバチどころかイチキューかイチジュー」と言われている。
アクセルは本機を見た際に「急場凌ぎの改造機」と酷評した。
OGIN
初登場時期が若干異なり、エクセレン奪還の際に投入される。その加速性には、キョウスケも衝撃を受けたような様子を見せた。強化された性能は伊達ではなく、纏わり付く無数のアインストゲミュートを一撃で吹き飛ばしたり、以前アルトでは押し負けたドルーキンをバンカーの一撃で仕留めるなど、高い戦闘能力を見せた。防御力も高く、戦線投入直後にハウリング・ランチャーのビームを浴びるが、ダメージを受けなかった。
最終話のベーオウルフとの最終決戦ではバンカーの弾切れで生じた隙を突かれて左腕を破壊されながらも、かつてアクセルが与えたダメージで再生できなくなっていた部分へ残った右腕による最後の一撃を撃ち込み、ベーオウルフを倒した。その時点で本機も中破して戦闘不能となったが、戦闘終了後に回収されている。
Another Century's Episode:R
『OG外伝』終了後の設定として登場。SRX計画とATX計画の競合テストのため、本機とART-1との模擬戦が行われ、敗北した。模擬戦直後にはリュウセイと共に謎の黒い球体に吸い込まれ、異世界「惑星エリア」へ転移する。その後、マサキとの合流も経て、他の平行世界の住人達やオータム・フォーと共に元の世界へ帰るための方法を探して旅を続け、シーズンとその生みの親であるドクター・シキを倒すと、元の世界へ戻った。
第2次OG
『ACE:R』の直後から始まり、地上世界ではなくラ・ギアスに転移する。ヒリュウ改と合流し、ラングランでの内戦を戦い抜いて地上に帰還すると、続く封印戦争にも参加する。

#### アルトアイゼン・ナハト（無限のフロンティア版）
無限のフロンティアでは、当初はハーケン達の敵として登場。
基本的な外見は『OG』シリーズのナハトに酷似するが、腕部の機関砲はリーゼと同様のチェーンガンになっており、ステークとクレイモアがそれぞれ「リボルビング・ブレイカー」「レイヤード・クレイモア」となっている。左腕部に小型のシールドを設け、その内部にもクレイモアを増設している。出力が上昇すると青い塗装の部分が赤熱化し、通常のアルトアイゼンと同カラーとなる。エンドレスフロンティアに墜落したネバーランドに記録されていたデータをもとにフォルミッドヘイムの技術で開発されており、それに伴いダウンサイジングされ全長は3m程度となっている。ヴァイスとの合体攻撃パターンもあり、こちらは「ランページ・スペクター」と呼ばれる。作中での呼称は「ナハト」であり、後述のヴァイスリッター・アーベントともども前大戦で猛威を振るった機体として恐れられている。ただし、ハーケンの一行だけはそれぞれ「ゲシュペンスト」「アルトアイゼン」「ヴァイスリッター」の呼称を使用している(「EXCEED」ではそれぞれ「ファントム」「ナハト」「アーベント」に戻っている)。
ハーケン達に敗れた後、ハーケンが何気なく呟いた言葉に従ったゲシュペンストのハッキングによって、ハーケン達の戦力として使用出来るようになった。
終盤、アインストによって複製された機体（アインストナハト）が登場する。
本機のオリジナルはシャドウミラーの世界に存在した「ゲシュペンストMk-III」であり、「アルトアイゼン・ナハト」は開発段階でのコードネーム。デザイナーは斉藤和衛。
なお、デザインコンセプトは「リーゼの武装を搭載したアルトアイゼン」である。
無限EXCEEDでは、ツァイト・クロコディールに配備されていたが、ネバーランドでピートのハッキングに引っ掛かり、ハーケンの制御を離れて離脱。その場で撃退されたが、ショックでプログラムに変調をきたして暴走、そのまま消えた。その後、滅魏城でアレディ達と遭遇し、戦闘の末に撃退され、アルフィミィによって暴走を抑えられて復帰した。なお、遭遇の際にオリジナルとの因縁が深いアクセルは、一時的に記憶が回復していた。
武装
5連チェーンガン
リーゼのものとほぼ同一。
ダレイズ・ホーン
頭部に装着された実体剣。使用時には電撃を発する。単体での使用はなく、必殺技使用時にみられる。
リボルビング・ブレイカー（リボルビング・ステーク）
右手に装着された主武装。ステーク同様、突き刺して炸薬で杭を撃ち出す攻撃。援護攻撃も同様の名称であるが、こちらは全武装を使用している。「EXCEED」では「ステーク」に変わっている。
レイヤード・クレイモア
両肩に搭載。至近距離から散弾を浴びせる。劇中では3体選択の複数攻撃として使用してくる。ゲーム中ではわかりづらいが3枚あるハッチの中段裏にもクレイモアが搭載されている。「EXCEED」では「レイアード・クレイモア」になっていることがある。
シールド・クレイモア
左腕のシールドに内蔵された小型クレイモア。ハッチ部分にも弾薬が装填されている。基本的にはレイヤード同様の使用方法。
必殺技
？？？（切り札）
本家アルトアイゼンの「切り札」に該当する技。こちらでの名称は不明だったが、「EXCEED」でこちらでも「切り札」であることが判明。突撃しつつチェーンガンで攻撃、さらにレイヤード・クレイモアで追撃。その後、飛び上がって落下しつつ出力を上げ、ダレイズ・ホーンで打ち上げてリボルビング・ブレイカーで締める。
リボルビング・ブレイカー（援護攻撃）
パーティ加入後に使用可能な援護攻撃。飛び込んできてチェーンガン、クレイモアとつなぎ、リボルビング・ブレイカーで打ち上げた後出力を高め、突撃しつつ突き刺す。攻撃終了後、画面下に後ろに戻るナハトが見える。
リボルビング・ブレイカー（EXCEED版支援攻撃）
前作とはモーションが大きく異なる。チェーンガンは使用せず、クレイモアで地面に叩き付けながら現れ、ブレイカーで叩き落とし、跳ね返った相手を下に回り込んで打ち上げ、距離を離しつつクレイモアで持ちあげ、突撃する。
ランページ・スペクター
ヴァイスリッター・アーベントとの連携攻撃。敵のときには使用せず、パーティ加入後にハーケンの特殊技として登場。
ハーケンの合図に従ってまずナハトが現れ、チェーンガン・クレイモアとつなぎ、ダレイズ・ホーンで斬りつけたのち、反対側からアーベントが追撃。バルチザン・ランチャーをBモードで叩き込むと同時にナハトがリボルビング・ブレイカーを突き刺して打ち込み、敵を掲げたところにパルチザン・ランチャーXモードを撃ち込んで締める。「EXCEED」ではランページ・スペクターIIとなっているがモーションはほぼ同じ。

### ヴァイスリッター
【Weiß Ritter = 独語で「白騎士」】
「亜音速で飛行することによって敵の攻撃をことごとく回避し、その長距離兵器を駆使して超々距離から敵中枢に打撃を与える」という基本コンセプトのもと、ゲシュペンストMk-II試作型3号機を改修した高機動性重視の砲撃戦用PT。開発担当者はアルトアイゼンと同じくマリオン・ラドム博士。コストの高騰と機体の脆弱性から量産には至らなかった。当初はマリオンの意向により、EOTを採用せず大型バーニアスラスターユニットとウイングによって飛行する予定だった。しかし南極事件を経てDC戦争が勃発し、DCの主力となった空戦機動兵器であるアーマードモジュールに対抗するため、DC側から流出したリオンのデータを応用、そして急遽テスラ・ドライブを搭載した結果、PTとしては初の「人型のままで空を飛ぶ」機体となった（変形による飛行を含めると、ビルトラプターが先に存在）。動力にはプラズマ・ジェネレーターを用い、各所の小型バーニアスラスターとテスラ・ドライブ、カスタマイズされたTC-OSの結合によって抜群の運動性を誇るが、アルトアイゼン同様、操縦は困難。
『OGs』における「向こう側」の世界ではゲシュペンストMk-IVと呼ばれていたが、プランとして存在しただけで実際には作られていなかった。
ゲシュペンストMk-II・カスタムとしての制式採用を目指していたが実現せず、試作段階でのコードネームであった「ヴァイスリッター」がそのまま正式名称となった。
武装
スプリットミサイル (Split Missile)
中射程の多弾頭ミサイル。
プラズマカッター (Plasma Sword)
近接戦闘用の非実体剣。『OGs』では装備していない。
3連ビームキャノン (Triple Beam Cannon)
左腕部に装備された中射程ビーム砲。主に牽制用。『OGIN』ではバレル部に伸縮機構が追加され、未使用時は収納可能になった。
オクスタン・ランチャー (Oxtongue Rifle)
ロングバレルの専用ライフル。「オクスタン」は突撃用の槍の名前。銃身が上下に2本ついており、Bモード(Oxtongue Rifle B)では上段から貫通力のある特殊徹甲弾を、Eモード(Oxtongue Rifle E)では下段からジェネレーター直結のエネルギービームを発射し、状況に応じて撃ち分けが可能。戦闘シーンでエクセレン自身が言うようにBモードでの射程はやや短く、Eモードの射程は長い。『Record of ATX』では弾道ミサイルを超長距離射撃で狙撃、撃破している。両方を同時に撃ち込むWモード(Oxtongue Rifle D)も存在。Wモードのモーションは作品によって異なり、『OG2』ではアルトの「切り札」のように、ヴァイスの固定武装を連続で撃ち込む攻撃になっている。取り回しが難しいらしく、本機にキョウスケを乗り換えさせると「（エクセレンは）よくこんなものを使えるな」と使用時に発言する。『OGs』ではEモードがALLW（全体攻撃・ダブルアタック）属性を持つ。
必殺技
ランページ・ゴースト
アルトアイゼンまたはアルトアイゼン・リーゼとの連携攻撃。
デザイン
デザイナーは斉藤和衛。機体カラーは白を基調とし、各部に青と黄色が使われている。
足のラインや腕の突起などにゲシュペンストらしさを残しているが全身が細くなり、背中のスタビライザーによってシルエットは大幅に変わっている。
劇中での活躍
COMPACT2
第2部から登場。量産型ゲシュペンストMk-IIの性能向上を目的とした改良試作機（型式番号はPTX-02-00C）。飛行能力はなく、ランチャーWモードも存在しない。第3部では運動性が若干低下した代わりにHPが上がっている。第3部開始時、ディラド星突入直前にアインストに呼ばれたエクセレンと共に勝手に出撃し、消息を絶つ。一度だけヴァイスリッターのまま敵として再登場し、以後はライン・ヴァイスリッターに変異する。
IMPACT
『α』の設定に合わせ形式番号が変更。本作から飛行可能となった。量産型ゲシュペンストMk-IIを改造して作った1機だけの量産機である。ランチャーとの干渉を避けるために装甲を極限まで削り落とした結果、非常に脆い機体となってしまった。なお、相方のアルトアイゼンはCDドラマで使用した「切り札」が追加されたのに対し、同じくCDドラマで使用したランチャーWモードは本作では追加されなかった。
OGシリーズ
『OG』の中盤でランチャーWモードが追加される。GBA版『OG2』ではエンディングでライン・ヴァイスリッターから元のヴァイスリッターへ戻っている（『OGs』ではラインのまま）。
OVA
GBA版クリア後の設定と同様、ヴァイスリッターの状態で登場。バルトールの機動性の高さに苦戦する場面が多々見られた。
DW
南極事件前からエクセレンの愛機として運用されている。
OGIN
従来よりやや細身にデザインされている。オペレーション・プランタジネットの最終フェイズにおいて、アインストにエクセレンごと連れ去られる。
α外伝
設定のみ存在。量産型ゲシュペンストMk-IIのカスタム機。

#### ライン・ヴァイスリッター
【Rein = 独語で「純粋」 →「純白の騎士」】
ヴァイスリッターがアインストの力によって変異させられた異形の機体。
アインストグリートに似た、植物の蔓のようなものが随所に見られ、ペルゼイン・リヒカイトに似た構造となっている。ツグミの発言によると、本来のパーツが何らかの力で変異させられている模様。『OGs』ではエクセレンから「超絶マ改造」と呼ばれている。
金属製であった機体フレームは高硬度かつ高柔軟性を併せ持った骨のようなパーツに、動力伝達系統は筋繊維状の物体にそれぞれ変化。この変化に伴い、腕や脚部をある程度伸縮させることが可能になっている。これらの構造変化によって砲撃戦闘能力や運動性が向上しており、従来の機動兵器よりも柔軟な動きが可能。動力源はプラズマ・ジェネレーターから一種の永久機関に変貌している。他のアインスト同様に自己修復機能も付加されている。
背中の4枚の翼はテスラ・ドライブが変化したもの。ドライブの特性である重力慣性質量分離機能は残されており、強化の結果異常なまでの高効率反動推進装置として機能している。これを用いることで、悪魔のごとき高機動性能を発揮する（分身しているように見えるほど）。フレーム同様に飛膜、翼幅を柔軟に変化させることができ、羽ばたき運動により自律飛行が可能。頭部はカメラアイ、センサー類など元々搭載されていたものとアインストの感覚器官らしき物とのハイブリッドに変化。額部にアインスト思念受信機と思念波攻撃用の赤い半球状のパーツが追加されている。ただし操縦系統やセンサー類、一部の武装など、さほど変化せず原形を留める部位もある。
なお、アインスト支配下時はカメラアイ部の色が赤く、額の受信機が破壊されてからはヴァイス同様に緑色になっている（『OGIN』ではそのまま）。
エクセレンの帰還後に機体の解析が試みられたが、各所がブラックボックス化しているため得られた成果は少なかった。エネルギーフィールドを展開したり、思念波を用いた攻撃も可能だが、エクセレンがアインストから解放された後は使われていない。その誕生経緯ゆえ、エクセレン以外のパイロットは搭乗できない。
武装
スプリットミサイル
多弾頭ミサイル。ヴァイスリッターと同様の装備。
3連ビームキャノン
ヴァイスリッターと同様のビーム砲。ハウリング・ランチャーの死角を補う。
ハウリング・ランチャー (Howling Rifle)
オクスタン・ランチャーが変化したものと思われる、実弾とビームの撃ち分けが可能な武器。底部には尾のような形状のパーツが接続されている。実弾の発射機構は以前とさほど変わっていないが、ビーム発射機構は大きく変貌を遂げており、Xモードを起動すると銃身先端が変形、獣の顎の中に3本の口径の異なる砲身が出現し高出力ビームを撃つ。エクセレン自身もこの武器を「嘘くさい」と評したり、「どういう仕組みなのかしら｣と疑問視したりもしている。
必殺技
ランページ・ゴースト
アルトアイゼン・リーゼとの合体攻撃。『IMPACT』ではライン・ヴァイスリッターになると使用できなかったが、『OG2』以降は可能となった。
デザイン
デザイナーは斉藤和衛。シルエットはヴァイスリッターのものを踏襲するが、テスラ・ドライブは蝙蝠の羽のような形状となり、各部がアインスト特有の爪、蔓、赤い球体などで構成されるなど全く印象の異なる機体となっている。
劇中での活躍
COMPACT2
早乙女研究所にゲシュペンストを引きつれ出現した異形のヴァイスリッター。分析の結果、アインストゲミュートに似た構造材が使われている以外、まったく不明。特定条件を満たすと、このライン・ヴァイスリッターのまま自軍で使用できる（条件の都合で真・ゲッターロボとの二者択一になる）。基本性能が底上げされたヴァイスリッターといった趣で、名称こそ変わったが、装備している武器の癖もほとんど変わらない。「HP回復」が追加されたほか、装甲の薄さも改善された。型式番号は「PTX-02-???」。なお、入手した状態で隠しシナリオの「逆襲のシャア編」へ進んでも、元のヴァイスリッターには戻らない。
IMPACT
基本は『COMPACT2』と同様で、真・ゲッター（およびノーマルのヴァイス）と排他な点も同じ。本機を入手した場合、アルトアイゼン・リーゼとの合体攻撃は使用できない。主要武器の射程の癖も強くなっている。プラズマカッターはオミットされた。図鑑には敵の時に登録されるが、一度は手に入れないと入手時のみに使われるデモが登録されない。本作からランチャーXモードが追加された。隠しシナリオに進んでも元に戻らないのは同じ。
OGシリーズ
『OG2』にて連れ去られたエクセレンがキョウスケ達の前に再び現れた際に搭乗。『IMPACT』と異なり合体攻撃も使用できるほか、主要武器の射程の癖も改善されている。アインストが滅びたエンディング後は元に戻っており、後日談のOVAでも元のヴァイスとして登場する。
『IMPACT』と違い汎用武器を搭載できるため、格闘戦にもある程度は対応可能。なお、ランチャーEモードの演出で分身しているような描写があるが、機体の特殊能力に分身はない。
『OGIN』ではオペレーション・プランタジネットの最終フェイズで連れ去られたヴァイスが、ペルゼイン・リヒカイトによって変異させられる様子が描かれている。ゲームでは機体設定の記述にあるとおりカメラアイが見えるが、アニメでは頭部の赤い半球状のパーツがある黒い部分がバイザーのようにカメラアイを覆い隠した状態で描かれている。そのため、初登場時は洗脳下の状態でカメラアイが赤いのかは確認できなかったが、第23話で再登場した際に一瞬だけ赤いカメラアイが確認できる。高機動AMのアステリオンやズィーガーリオンを軽々と振り切るほどの凄まじい機動力を見せるが、火力は機動力ほど高くないようで、ハウリング・ランチャーの砲撃をジガンスクード・ドゥロのバリアに防がれ、アルトアイゼン・リーゼに対してはビームを直撃させたがダメージを与えられなかった。

#### ヴァイスリッター・アーベント
【Abend = 独語で「夕方」】
無限のフロンティアでは、当初はハーケン達の敵として登場。元のヴァイスリッターと異なり機体色は赤いが、出力上昇に伴い塗装が剥離し、青い塗装が露出してヴァイスリッターと似た姿となる。オクスタン・ランチャーに相当する武器として「パルチザン・ランチャー」を装備。頭部やパルチザン・ランチャーなど各所にライン・ヴァイスリッターの意匠が確認できる。背部ウイングはビルトファルケンと同様の展開型のテスラ・ドライブ・バインダーになっているが、展開されたその姿はまさに「悪魔の羽」といったもので、見た目はどちらかというとライン・ヴァイスリッターに近い。エンドレスフロンティアに墜落したネバーランドに記録されていたゲシュペンストMk-IVのデータをもとにフォルミッドヘイムの技術で開発され、それに伴いダウンサイジングされ全長は3 m程度となっている。アルトとの合体攻撃パターンも有している。アーベントはドイツ語で「夕方」の意味。デザイナーは斉藤和衛。
ナハト同様にゲシュペンスト・ファントムのハッキングを受けてハーケン達の戦力となった。
終盤、アインストによって複製された機体（アインストアーベント）が敵として登場する。その際、機体再生能力の強化が図られている。なお、ナハトともども出力上昇時の塗装変化に伴い、目の色が変化する。
無限EXCEEDでは、ナハト同様ピートのハッキングで離脱。しかし、オリジナル機が実際に存在しなかったためか制御を完全には受け付けず、足止めに利用された揚句アルフィミィによって制御され、ファントムの再アクセスで復帰した。
武装
3連ビームキャノン
左腕に搭載。ヴァイス同様。
パルチザン・ランチャー
本機唯一の兵装にして主力武器。テールバインダーのようなものが確認でき、Xモードも存在することからオクスタンよりはハウリング・ランチャーに近い。ただ、ハウリングにはないWモードも存在する。オリジナル同様Eモード・Bモードの撃ち分けが可能。機構不明のハウリングと異なり、こちらのXモードは銃身が上下に展開する。
必殺技
パルチザン・ランチャーW
通常技として使用してくる。こちらはよりGBA版のWモードに近い。3連ビームキャノンを撃ち込んだ後Eモードで吹き飛ばし、跳ね返る相手を追うようにBモードで追撃し、再びEモードで吹き飛ばしてとどめ。
？？？（パルチザン・ランチャーX）
ヴァイスリッターの「オクスタン・ランチャーW（GBA版『OG2』」に近い技。「EXCEED」で名称が判明。Eモードで吹き飛ばした相手を追撃、飛行しつつBモードを撃ち込み、最後に出力を上げ、Xモードを叩き込んで締める。
パルチザン・ランチャーX（援護攻撃）
パーティ加入後に使用可能な援護攻撃。現れたアーベントがBモードを足もとの敵に叩き込んで浮かせ、Eモードで吹き飛ばし、跳ね返ってきたところに再びBモードを撃ち込み、最後にXモードで締める。
ランページ・スペクター
ナハトとの合体技。詳しくはアルトアイゼン・ナハト（無限のフロンティア版）を参照。

### ビルトビルガー
【Wild Würger = 独語で「野生の百舌」】
開発者はマリオン・ラドム。アルトアイゼンのコンセプトを受け継いだ近接戦用の機体。本来はビルトファルケンと同様に高速・高機動戦用の機体として開発されており、装甲は臑部のみに留められていた。これはアルトアイゼンが武装と装甲を追求したあまり機動性が低くなった先例を受けてのことだったが、ラドム博士はキョウスケの搭乗によるアルトアイゼンの戦果を踏まえ、当初のコンセプトを変更し重装甲化を図った。これをよしとしないカーク・ハミル博士との協議の結果、外部装甲のジャケット・アーマーを各所に装着し、近接戦闘用の兵装を取り付けるという形で重装甲、実弾武器中心の機体となった。タイプR（機体色はロイヤルブルー、アラド機）とタイプL（機体色はレッド、『OG2』で条件を満たした際にマイ・コバヤシが搭乗）の2機が存在。機体フレームにはゲシュペンスト系のGIIフレームが使用されている。
頭部もゲシュペンスト系のそれを改良したものであり、これは設計者の意向によるもの。意匠はアルトアイゼンを参考にしており、防御用バイザーの下にはツインアイが存在する。ただしヒートホーンは扱いの難しさもあって継承されず、角状の部位は環境用センサーとなっている。
ジャケット・アーマーをパージ（排除）することによって高機動モードへ移行し、ビルトファルケンと連携した高速戦闘が可能となる。また背部のテスラ・ドライブ周りのアーマーだけをパージ（ハーフパージ）することも可能。ジャケット・アーマーは本来作戦に応じて事前に装備 / 非装備を選択するものだが、アラドは戦闘中にアーマーを排除し、重装備型から高機動型へ移行することが多い。
アラド自身が『第2次α』や『OG2』で本機を「出たとこ勝負の機体」と評している。さらに『OG外伝』では「マ印（マリオン印）の強襲型」で「アルトアイゼンの弟分」と表現している。
武装
3連ガトリング砲 (Triple Vulcan)
左腕に装備された実弾機関砲。ユニット化されており、弾薬装填や砲身の交換が容易。コールドメタルソードのホルダーも兼ねる。ユニット自体をパージすることも可能。
M90アサルトマシンガン (M90 Assault Rifle)
ブルパップ方式の実弾ライフル。SSS2600弾と呼ばれる特殊弾を採用しており、貫通力に優れながらも跳弾は抑えられている。アンダーバレル部分に取り付けられる弾体はグレネードではなく、ファイア・アンド・フォーゲット能力を備えたAPTGM（対PT誘導ミサイル）。『OG』シリーズではこの武器と3連ガトリング砲はリュウセイの「ビーム兵器はアラドに向いていない」という意見を参考に装備された模様。『OGs』においてはアラドが乗るタイプRに初期状態では装備されておらず（汎用武器として追加可）、隠し機体のタイプLは固定装備としている。
なお、現実の銃火器には「アサルトマシンガン」という分類は存在せず、形状や機体との対比からすればアサルトライフルと呼ぶのが相応しい。
特殊部隊クライ・ウルブズに配属された量産型ゲシュペンストMk-IIは、独自にカスタマイズされた「M90Cアサルトライフル」を装備する。
コールドメタルソード (Metal Sword)
左腕（ガトリング砲のホルダー）にマウントされる実体剣。R-1のコールドメタルナイフを大型化したような武装だが、ゾル・オリハルコニウム製であるかは不明。『OG』シリーズではカチーナの「振り回せる剣（GBA版では「長めの実体剣」）がアラドに向いている」という意見を参考に装備された模様。光沢がなく木刀に似た形状をしている。
スタッグビートル・クラッシャー (Beetle Crusher)
右腕に装備された近接格闘用兵器で、アクチュエータ式の大きなハサミ。主な使用法として敵機の関節を切断し戦闘能力を奪う、強固なことを利用して敵機を挟み潰すなどがある。『OG』シリーズではキョウスケの「破壊力重視の大型の武器（GBA版では「ステークよりもサイズの大きい武器」）を」という意見を参考に装備された模様。当初はリボルビング・ステークのような撃発式の武装を装備する予定だったが、問題も多く扱いづらい武装であることから、「突く」「貫く」のほかに「切断する」という手段を加味した設計に変更された。スタッグビートルは「クワガタムシ」を意味する。
必殺技
ビクティム・ビーク (Raptor Wings)
ジャケットアーマーをパージして機体を軽量化し、格納式の高速飛行用ウィングを展開後、テスラ・ドライブの瞬発力を最大限に活用して敵機に体当たりを仕掛ける突撃戦法。ウィングの周囲にはガーリオンなどと同様のブレイク・フィールドを発生させている。ビクティムは「犠牲・生贄」、ビークは「クチバシ」を指し、百舌の早贄になぞらえた名称となっている。『OGs』ではウィングでの連続体当たり後、コールドメタルソードを前方に構えて突撃する。
ツイン・バード・ストライク (Twin Bird Strike)
ビルトファルケンとの高速連携攻撃の名称。通称「パターンTBS」。高速で敵を撹乱し、ブレイク・フィールドをまとった体当たりで攻撃する。キョウスケとエクセレンによるランページ・ゴーストを参考に考案された連携攻撃である。ビルガーとファルケンは連携戦闘をコンセプトに設計されており、TBSによって真価を発揮する。パターンTBSはTC-OSに登録された一連のモーション・パターンによって制御されるが、効果的な攻撃を行うためには各モーションの入力タイミングを調整させなければならず、パイロット同士が互いの操縦の機微を熟知している必要がある。よって現状ではアラドとゼオラのコンビのみ使用可能。
『第2次OG』ではこの技で敵機を撃墜した際、ビルガーのテスラ・ドライブが急に停止して墜落しそうになり、ファルケンが抱えて離脱するという演出が追加されている。
デザイン
青と白を基調としたデザイン。青い部分はジャケットアーマーなのでパージすると全身が白い機体となる。ゴーグルタイプのカメラアイや胸の4つのモールド、左腕の3つの突起など、ゲシュペンストタイプの特徴も受け継いでいる。
ATX計画の関連機では、唯一カトキハジメによってデザインが行われた。デザイン上のコンセプトは「青いクワガタムシ」。これは基となったアルトアイゼンが「赤いカブトムシ」と呼ばれたため、それと対になるようにしたという。
なお「Würger」は本来「ヴュルガー」と発音するのが正しいが、読みやすさと語感を優先し「ビルガー」にしたという。
劇中での活躍
αシリーズ
『第2次α』でアラドを主人公にした際、後半の専用機として登場。設定は後年の『OG2』と基本的に同じだが、武装は当初からアラド用に選択・調整されたわけではない。初登場時はレーツェルが乗っており、それを戦闘中に受け取って乗り換えた。封印戦争の最終局面で取り残されたイルイを助けるため、ガンエデンに突入。辛くもイルイを助け出すことに成功し地球に降り立つが中破した。
『第3次α』ではクォヴレー編のみ登場。封印戦争終結後、パイロットのアラド共々行方不明になっていた。
OGシリーズ
アラドのクセに合わせて武装が考案された。武装考案のアドバイザーはリュウセイ、カチーナ、キョウスケ。データ収集の訓練相手はラミアだった。『OG2』で条件つきで登場する（『OG外伝』ではシナリオが進むと無条件で加入）タイプLは基本的にアラド機と同仕様だが合体攻撃不可、アサルトマシンガンが固定装備、特殊武器のスタンショック装備などの違いがある。
『OGIN』ではミッション・ハルパーの直前に初陣を迎える。この際は装備が不完全で、アサルトマシンガンのみを装備。ハワイ・ヒッカム基地奪還作戦より左腕の、アースクレイドル攻略戦より右腕の武装が追加される。ファルケンとの連携でイーグレット・スリサズおよびアンサズのベルゲルミルを撃破した。
タイプLは『第2次OG』では未登場。

### ビルトファルケン
【Wild Falken = 独語で「野生の隼」】
カーク・ハミル開発の砲撃戦用PT。堅実な設計。ヴァイスリッターのコンセプトを受け継いでいるほか、同時期に製造されたビルトビルガーとの連携も考慮されている。機体フレームにヒュッケバイン系のHフレームを採用し、機体剛性の向上や軽量化が図られている。エクセレンは「ヴァイスの腹違いの妹」と例えた（ヴァイスはゲシュペンスト系フレームのため）。主兵装はビームと実弾を撃ち分け可能なオクスタン・ライフル。
ビルガー同様、タイプRとタイプLの2機が存在する。カラーリングもビルガーと同様にタイプRは青、タイプLは赤。
武装
バルカン砲 (Gatling Gun)
頭部に内蔵されているバルカン砲。
スプリットミサイルH (Split Missile+)
両肩と両膝から発射される大型の多弾頭ミサイル。射程が長い。MAPWに分類される。
ロシュセイバー (Roche Saber)
ヒュッケバイン系の機体が装備する非実体剣。
オクスタン・ライフル (Oxtongue Rifle)
ヴァイスリッターのオクスタン・ランチャーの発展型。連射力と装弾数の向上に伴いより大型化し、取り回しにくくなった。『α』シリーズでは武器名が「オクスタン・ライフル」で統一され撃ち分けが不可であったが、『OG2』以降はライフルB(Oxtongue Rifle B)とライフルE(Oxtongue Rifle E)の2種が存在するようになった。Eモードはさらに機関砲のように連続でビーム弾を発射するモードと、一本のビームを発するモードの2種類が存在する。なお、オクスタン・ライフルW(Oxtongue Rifle D)は両シリーズとも存在する。オクスタン・ランチャーと比べると「連射」に重点を置いて戦闘アニメーションが作られているようである。特に『OGs』ではどのモードでもテスラ・ドライブによる加速からライフル連射という流れになっている。
必殺技
ツイン・バード・ストライク
ビルトビルガーとの高速連携攻撃。背部のテスラ・ドライブのウィングを展開しTBSモードと呼ばれる高速飛行形態へ移行する。ビルトビルガー同様、突撃時はブレイク・フィールドで覆われる。
デザイン
デザイナーは金丸仁。ヒュッケバインのフレームを使っているため、足のラインなどに影響が見られる。ヒールが高く全体的に丸みを帯びており、女性的なシルエット。相方のビルガーとデザイン者が違うため、資料集などで並べてみると細かいラインが描かれていない分、スマートな印象を受ける。
なお、『第2次α』の機体グラフィックは配色ミスで頭部のカラーリングがデザイン画と異なるものになっている。これは『OG2』や『第3次α』では修正されている。
劇中での活躍
αシリーズ
『第2次α』でアラドを主人公に選択した場合に登場。ビルトビルガーより先にロールアウトしていたが、奪取されてしまう。後にゼオラがヤザン隊から離反し、αナンバーズの戦力として運用される。
『第3次α』ではクォヴレーを主人公に選択した場合登場。封印戦争終結後もαナンバーズの機体としてゼオラが運用。
OGシリーズ
タイプRとタイプLの2機が登場。タイプRには当初ラトゥーニが搭乗し、ライの量産型ヒュッケバインMk-IIと模擬戦を行う等テストを行ったが、DC残党軍（後のノイエDC）に所属していたゼオラにより奪取される。データを取得するためにアースクレイドルへ送られた後、正式にゼオラが受領。オペレーション・プランタジネット終了後に記憶を取り戻したゼオラと共に、自軍へ参入する。タイプLは月のマオ社に置かれていたが、インスペクターの襲撃時にアラドが乗り込んで出撃した。アラドが「おれ好み」と称して接近戦向きのBMセレクトをしたため、武装の射程が軒並み短縮し、Wモードなどは移動後に射程1という本来とはまったく異なる性能になった（戦闘アニメーションは変化なし）。ガルガウにより撃墜されて大破し、そのまま放棄された模様。
『OGIN』ではタイプRについては『OG2』準拠だが、模擬戦はSRXチームとの共同で、相手は同時期にロールアウトされたリュウセイのアルブレードに変更。ラトゥーニの操縦技術により優位に戦うが、リュウセイの奇策によって逆転された。奪取後はそのままゼオラが運用していた。アースクレイドル攻略戦直前に記憶を取り戻したゼオラと共にクロガネ隊に参入し、以降はビルトビルガーと共に最終決戦まで戦い抜いた。タイプLはアラドが月に行かずハガネに拘留されていたため、未登場。

### ゲーム
- スーパーロボット大戦COMPACT2
- スーパーロボット大戦IMPACT
- 第2次スーパーロボット大戦α
- 第3次スーパーロボット大戦α 終焉の銀河へ
- スーパーロボット大戦ORIGINAL GENERATION
- スーパーロボット大戦ORIGINAL GENERATION2
- スーパーロボット大戦OG ORIGINAL GENERATIONS
- スーパーロボット大戦OG外伝
- 第2次スーパーロボット大戦OG
- 無限のフロンティア スーパーロボット大戦OGサーガ
- 無限のフロンティアEXCEED スーパーロボット大戦OGサーガ
- Super Robot Taisen Original Generation
- Super Robot Taisen Original Generation 2
- Another Century's Episode: R

### 書籍
- バンプレスト『Super Robot Wars Original Generation Official Book』2002年。（『OG1』購入特典）
- バンプレスト『SUPER ROBOT WARS ORIGINAL GENERATION 2 OFFICIAL BOOK』2005年。（『OG2』購入特典）
- バンプレスト『Super Robot Wars OG ORIGINAL GENERATIONS Official Perfect File』2007年。（『OGs』購入特典）
- 『電撃スパロボ! Vol.3』メディアワークス、2006年。ISBN 978-4-8402-3329-3。
- 『電撃スパロボ! Vol.4』メディアワークス、2006年。ISBN 978-4-8402-3529-7。

### OVA
- スーパーロボット大戦ORIGINAL GENERATION THE ANIMATION (1) 「群れなす機械（バルトール）」 （2005年）

### プラモデル
- コトブキヤ S.R.G-S-003 1/144 「PTX-015R ビルトビルガー 重装型」  2004年10月
- コトブキヤ S.R.G-S-004 1/144 「PTX-003C アルトアイゼン」2004年12月
- コトブキヤ S.R.G-S-005 1/144 「PTX-016R ビルトファルケン」 2005年6月
- コトブキヤ S.R.G-S-009 1/144 「PTX-007-03C ヴァイスリッター」 2006年7月
- コトブキヤ S.R.G-S-019 1/144 「PTX-015R ビルトビルガー 高機動型」 2007年10月
- コトブキヤ S.R.G-S-020 1/144 「PTX-003C アルトアイゼン・ナハト」 2007年12月
- コトブキヤ S.R.G-S-023 1/144 「PTX-003-SP1 アルトアイゼン・リーゼ」 2008年4月
- コトブキヤ S.R.G-S-026 1/144 「ビルトビルガー高機動型&ビルトファルケン ツイン・バード・ストライク セット」 2008年8月
- コトブキヤ S.R.G-S-028 1/144 「PTX-007-UN ライン・ヴァイスリッター」 2008年11月
- コトブキヤ S.R.G-S-042 1/144 「アルトアイゼン [Ver.Progressive]」 2010年5月
- コトブキヤ EO-tech 1/100 「PTX-003C アルトアイゼン」2007年11月
- コトブキヤ EO-tech 1/100 「PTX-015R ビルトビルガー」2009年1月
- バンダイ HG 「アルトアイゼン」 2021年12月4日
- バンダイ HG 「アルトアイゼン・ナハト」2022年12月15日[1]